# Четыре встречи с Владимиром Высоцким
«Четыре встречи с Владимиром Высоцким» — документальный четырёхсерийный телефильм о Владимире Высоцком, снятый в 1987 году. Автор и ведущий фильма — Эльдар Рязанов.

## В фильме принимали участие
- Эльдар Рязанов — ведущий
- Нина Максимовна (мать Высоцкого)
- Евгения Степановна (мачеха Высоцкого)
- Семен Владимирович (отец Высоцкого)
- Марина Влади
- Станислав Говорухин
- Всеволод Абдулов
- Вадим Туманов
- Алла Демидова
- Зинаида Славина
- Леонид Филатов
- Валерий Золотухин
- Эдуард Володарский
- Вениамин Смехов
- Андрей Вознесенский
- Александр Митта
- Михаил Швейцер
- Белла Ахмадулина
- Булат Окуджава
- Евгений Евтушенко
- Роберт Рождественский

## Краткое содержание
Музыкально-публицистическая программа, снятая к 50-летию В. Высоцкого, состоящая из следующих частей:
- Встреча первая: Страницы биографии
- Встреча вторая: Высоцкий — артист театра
- Встреча третья: Высоцкий в кино
- Встреча четвёртая: Поэт, исполнитель, музыкант

## Использованные песни

### Встреча 1
- Корабли постоят (видео — поминки, аудио — записи Константина Мустафиди[2])
- Кони привередливые (видео — поминки, аудио — концерт в Ленинграде, Малая сцена БДТ, 16 апреля 1980)
- Баллада о детстве (видео — съемка RAI, аудио — выступление в Театре имени Евгения Вахтангова[2])
- Он не вернулся из боя (съемка ТВ Таллина, 1972)
- Большой Каретный (видео «МГУ для Битти Уоррена», ч/б)
- О переселении душ (съемка ТВ Грозного, 1978)[3][4]
- Она была в Париже (ТВ Болгарии «Вместо интервью», 1975)
- Я несла свою беду (видео — интервью с Мариной Влади, аудио — записи Константина Мустафиди)
- Купола (концерт в Ленинграде, Малая сцена БДТ, 16 апреля 1980)
- Цыганская песня (видео — интерьер квартиры, аудио — с оркестром под управлением Гараняна[2])

### Встреча 2
- Б. Пастернак. Гамлет (видео с Любомиром «Московские встречи»)
- Диалог у телевизора (ТВ Австрии, 5 декабря 1975)
- Я не люблю (Съемка RAI, 1979)[4][5]
- А. Вознесенский. Песня акына (съемка ТВ Таллина, 1972)
- Горизонт (видео — съемка RAI, аудио — концерт в Торонто[2])
- Песня прыгуна в высоту (ТВ Болгарии «Вместо интервью», 1975)
- Парус (съемка ТВ Пятигорска, 14 сентября 1979)
- Если где-то в чужой незнакомой ночи (видео — съемка RAI, аудио — песни к кинофильму «Единственная дорога»[2])

### Встреча 3
- Вершина (съемка ТВ Таллина, 1972)
- Дела («Короткие встречи»)
- В дорогу («Единственная дорога»)
- Куплеты Бенгальского («Опасные гастроли»)
- Деревянные костюмы («Интервенция»)[4][6]
- Письмо (Кинопроба к фильму «Вторая попытка Виктора Крохина»)
- Лекция заключенного (видео «МГУ для Битти Уоррена», ч/б)
- Баллада об оружии (кинопроба к фильму «Бегство мистера Мак-Кинли»)[4][7]
- О новом времени (съемка ТВ Таллина, 1972)

### Встреча 4
- Погоня (съемка WDR, 12 декабря 1975)[4][8]
- Инструктаж (ТВ Австрии, 5 декабря 1975)
- Бермудский треугольник (съемка RAI, 1979)[4][5]
- О поэтах и фатальных датах (ТВ Австрии, 5 декабря 1975)
- Попурри из блатных песен (видео — фотографии Высоцкого, аудио — концерт в Торонто)[6]
- Песня микрофона (ТВ Болгарии «Вместо интервью», 1975)
- Охота с вертолета (съемка RAI, 1979)[4][9]
- Слухи (ТВ Болгарии «Вместо интервью», 1975)
- Як-истребитель (съемка ТВ Таллина, 1972)
- Чужая колея (видео — съемка похорон, аудио — МИНХ им. Плеханова, 1980)[4][10]
- Я из дела ушёл (видео — интерьер квартиры, аудио — запись у Бабека Серуша)[3][4]